# Тэлбойс, Джордж, 2-й барон Тэлбойс из Кайма
Джордж Тэлбойс (англ. George Tailboys; примерно 1523 — 6 сентября 1540) — английский аристократ, 2-й барон Тэлбойс из Кайма с 1530 года. Сын любовницы короля Генриха VIII Элизабет Блаунт от её первого брака с  Гилбертом Тэлбойсом, 1-м бароном Тэлбойсом из Кайма. Рано потерял отца. В 1536 году занял место в Палате лордов. Умер от болезни в 17-летнем возрасте, вскоре после женитьбы на Маргарет Скипвит.

## Биография
Джордж Тэлбойс принадлежал к старинной рыцарской семье, владевшей землями в Дареме и Нортумберленде. Благодаря браку с представительницей семейства Умфравиллей в XIV веке Тэлбойсы приобрели поместья в Линкольншире и права на титулы барона Кайма и графа Ангуса. Джордж был старшим сыном Гилберта Тэлбойса и Элизабет Блаунт, в прошлом фаворитки короля Генриха VIII, младшим единоутробным братом Генри Фицроя, герцога Ричмонда и Сомерсета. Последний был официально признан в качестве королевского бастарда, и его даже считали возможным наследником короны.
Точная дата рождения Тэлбойса неизвестна. Она рассчитывается, исходя из предполагаемой даты венчания родителей Джорджа и того факта, что к 25 марта 1539 года ему должно было исполниться 16 лет; таким образом, Джордж появился на свет между апрелем 1522 года и мартом 1523. Имя он получил в честь деда по отцу. В общей сложности в семье было пять или шесть детей, но отца пережили только трое. Кроме Джорджа, это были его старшая сестра Элизабет и младший брат Роберт.
Предположительно Джордж воспитывался вместе со старшим братом Генри Фицроем, у которого был собственный двор. На это может указывать тот факт, что Генри явно испытывал большую симпатию к юному Тэлбойсу и делал ему ценные подарки. Отец Джорджа в ноябре 1529 года получил титул барона Тэлбойса из Кайма, но уже через несколько месяцев умер, и семи- или восьмилетний Джордж номинально унаследовал семейные владения и титул. Король назначил ему опекуна — Уильяма Фицуильяма, 1-го графа Саутгемптона. Последний, не имея своих детей, привязался к воспитаннику. Баронесса Элизабет не позже февраля 1534 года вступила во второй брак — с Эдуардом Клинтоном, 9-м бароном Клинтоном (позже 1-м графом Линкольном), от которого родила трёх дочерей.
В 1536 году Генри Фицрой умер от болезни. Джордж в том же году занял своём место в Палате лордов как 2-й барон Тэлбойс из Кайма. Несмотря на свой юный возраст, он получил определённую свободу в управлении семейными владениями. Не позже 1538 года начались разговоры о его будущей женитьбе. Джон Хузи в письме Артуру Плантагенету, 1-му виконту Лайлу, датированном январём 1538 года, пишет о слухах, в которых упоминаются две кандидатуры — Марии Шелтон (дочери сэра Джона Шелтона и двоюродной сестры Анны Болейн) и Маргарет Скипвит (дочери сэра Уильяма Скипвита, землевладельца из Линкольншира, и Элис Даймок). 17 апреля 1539 года дядя Маргарет сэр Томас Хенидж сообщил Томасу Кромвелю, что король одобрил женитьбу Тэлбойса на его племяннице. К 15 мая того же года брак был заключён.
В связи с женитьбой барона парламент специальным актом разрешил ему вступить в имущественные права в полном объёме, хотя до совершеннолетия Джорджа оставалось пять лет. Предположительно это было сделано исключительно для того, чтобы Тэлбойс мог передать часть владений жене. Соответственно в историографии есть гипотеза, что Маргарет Скипвит была любовницей Генриха VIII, а Джордж должен был играть при ней ту же роль, что и его отец при Элизабет Блаунт.
Как и его старший брат, Джордж умер от болезни в возрасте всего 17 лет (сентябрь 1540 года). Высказывалось предположение, что причиной смерти стала чахотка; в этом случае болезнь была скоротечной, так как ещё в декабре 1539 года барон предпринял поездку в Кале, а значит, был вполне здоров. Граф Саутгемптон написал в связи с этим королю: «Ваше Величество потеряли великое сокровище в милорде Тэлбойсе, которому, если бы милосердие Господне его сохранило, я бы, клянусь Богом, отдал всё, что у меня есть».
Брак Тэлбойса с Маргарет Скипвит остался бездетным, так что наследником умершего стал его младший брат Роберт.